# Народни савез за слободан мир
Народни савез за слободан мир је била коалиција лијево оријентисаних српских странака, формирана пред прве послијератне опште изборе 1996. године у БиХ. Дјеловали су опозиционо према тада владајућем СДС-у.
Коалицију су сачињавале: Социјалистичка партија, Странка независних социјалдемократа, Југословенска левица, Социјално-либерална странка Републике Српске и Нова радничка странка Републике Српске. Водећа странка у Савезу, Социјалистичка партија, као и њезин предсједник Живко Радишић, имала је добре односе сa властима у СРЈ, Слободаном Милошевићем и Миром Марковић. Пред опште изборе који су одржани у октобру 1996, Савез се ОЕСС-у пријавио као Народни савез за слободу и мир, што је узето као привремено рјешење јер се вође странака нису могле договорити око бољег назива коалиције. Када су се коначно вође странака усугласиле око назива Савез за мир и прогрес, већ је било прекасно, јер је ОЕСС већ почео штампати гласачке листиће користећи стари назив.
На изборима за Народну скупштину РС 1996. године, освојили су 125.372 гласа, односно 10 мандата, док је апсолутну побједу однио СДС, а за Представнички дом Парламентарне скупштине Босне и Херцеговине су освојили 136.077 гласова, односно 2 од 14 мандата из Републике Српске.
У трци за предсједника Републике Српске, кандидат коалиције Живко Радишић заузео је треће мјесто са 168.024 гласа, односно 15,6%, док је побједу однијела Биљана Плавшић, тадашњи кандидат СДС-а.
На изборима за српског члана Предсједништва БиХ, заједно са Демократским патриотским блоком су подржали Младена Иванића, који је заузео друго мјесто са 307.461 гласом, иза побједника Момчила Крајишника из СДС-а.
Савез више није није учествовао на даљим изборима.